# Telmatogeton australicus
Telmatogeton australicus är en tvåvingeart som beskrevs av Womersley 1936. Telmatogeton australicus ingår i släktet Telmatogeton och familjen fjädermyggor. Inga underarter finns listade i Catalogue of Life.